# Hear My Music
Hear My Music jest wydanym pośmiertnie albumem studyjnym Jimiego Hendrixa, nagrywanym od lutego do kwietnia 1969 roku. Zawiera wyłącznie utwory instrumentalne. Jest siódmą płytą wydaną przez Dagger Records.

## Lista utworów
Autorem wszystkich utworów, chyba że zaznaczono inaczej jest Jimi Hendrix.
| Nr  | Tytuł utworu                     | Długość |
| --- | -------------------------------- | ------- |
| 1.  | „Slow Version”                   | 4:56    |
| 2.  | „Drone Blues”                    | 8:29    |
| 3.  | „Ezy Ryder/Star Spangled Banner” | 10:17   |
| 4.  | „Jimi/Jimmy Jam”                 | 16:59   |
| 5.  | „Jam 292”                        | 5:22    |
| 6.  | „Trash Man”                      | 7:23    |
| 7.  | „Message to Love”                | 2:36    |
| 8.  | „Gypsy Blood”                    | 1:24    |
| 9.  | „Valleys of Neptune (guitar)”    | 3:59    |
| 10. | „Blues Jam at Olympic”           | 5:10    |
| 11. | „Valleys of Neptune (piano)”     | 3:05    |
|     |                                  | 1:09:40 |

## Artyści nagrywający płytę
- Jimi Hendrix – gitara
- Mitch Mitchell – perkusja
- Noel Redding – gitara basowa
- Billy Cox – gitara basowa – 2, 5
- Rocky Isaac – perkusja – 2
- Al Marks – instrumenty perkusyjne – 2
- Roland Robinson – gitara basowa – 4
- Jim McCarty – gitara – 4
- Sharon Layne – pianino – 5

## Źródła
- John McDermott, Hear My Music, wyd. CD, książeczka, Dagger Records, Experience Hendrix, 2004 (ang.). Brak numerów stron w książce